# Vescemont
Vescemont es una comuna francesa situada en el departamento del Territorio de Belfort, de la región de Borgoña-Franco Condado.
Los habitantes se llaman Vescemontois o Rosemontois.

## Geografía
Está ubicada a 12 km al norte de Belfort.

## Demografía
| 431 | 476 | 542 | 564 | 644 | 695 | 742 | 722 | 766 |
| Para los censos de 1962 a 1999 la población legal corresponde a la población sin duplicidades (Fuente: INSEE [Consultar]) |     |     |     |     |     |     |     |     |